# Synagrops spinosus
Synagrops spinosus és una espècie de peix pertanyent a la família dels acropomàtids.

## Descripció
- Pot arribar a fer 13 cm de llargària màxima (normalment, en fa 10,1).
- 10 espines i 9 radis tous a l'aleta dorsal i 9 espines i 7-8 radis tous a l'anal.
- 25 vèrtebres.
- Les vores anteriors de l'espina pelviana i de les segones espines de la primera aleta dorsal i de l'anal són dentades, però la de segona dorsal és llisa.[6][7][8][8]

## Depredadors
Als Estats Units és depredat pel lluç argentat d'altura (Merluccius albidus) i al Brasil per Lophius gastrophysus, Polymixia lowei i el pagre (Pagrus pagrus).

## Hàbitat
És un peix marí i batidemersal que viu entre 87 i 544 m de fondària (normalment, entre 300 i 500) i entre les latituds 46°N-37°S i 97°W-32°W, el qual habita les zones exteriors de les plataformes continentals i les parts superiors d'aquests vessants.

## Distribució geogràfica
Es troba a l'Atlàntic occidental (des del Canadà, Carolina del Nord, el golf de Mèxic i el mar Carib fins a l'Uruguai i el Brasil) i el Pacífic occidental (el Japó i a prop de Hainan -la Xina-).

## Observacions
És inofensiu per als humans.